# Melicytus ramilanceolatus
Melicytus ramilanceolatus är en tvåhjärtbladig växtart som beskrevs av Harry Howard Barton Allan. Melicytus ramilanceolatus ingår i släktet Melicytus och familjen Achariaceae. Inga underarter finns listade i Catalogue of Life.